# شب در موزه: نبرد اسمیتسونین
شب در موزه: نبرد اسمیتسونین (انگلیسی: Night at the Museum: Battle of the Smithsonian) فیلمی آمریکایی در ژانر اکشن کمدی فانتزی به کارگردانی شاون لوی است که در سال ۲۰۰۹ منتشر شد. نویسندگان این فیلم رابرت بن گارانت و توماس لنون بوده‌اند. بن استیلر نقش اصلی فیلم را ایفا می‌کند و ایمی آدامز، اوون ویلسون، استیو کوگان، هانک آزاریا، کریستوفر گست، آلن شابا، جان برنثال و رابین ویلیامز دیگر بازیگران هستند.
این فیلم در ۲۲ می ۲۰۰۹ توسط استودیوهای قرن بیستم اکران شد. این فیلم مانند قسمت قبلی، شب در موزه، نقدهای ضد و نقیضی دریافت کرد و با فروش بیش از ۴۱۳ میلیون دلاری، یک موفقیت در گیشه بود. دنبالهٔ فیلم شب در موزه: راز مقبره در ۲۰۱۴ اکران شد.

## خلاصه داستان
ماجرای فیلم ادامه قسمت اول (Night at the Museum ۲۰۰۶) است که پیرامون اتفاقاتی است که در موزه اسمیتسونیان واشینگتن رخ می‌دهد .(بن استیلر) که بعد از اتفاقات داستان اول از شهر خارج شده بعد از گذشت چند وقت به شهر بر می‌گردد و متوجه می‌شود که موزه قبلی تعطیل شده و تمام اشیاء عتیقه این موزه به موزه جدیدی در واشینگتن انتقال پیدا کرده‌است. شخصیتهای جدید این قسمت ماجراهای جالب و خنده داری را رقم می‌زنند که هر بیننده‌ای را به خودشان جلب می‌کنند.